# Joppträsket
Joppträsket är en sjö i Vindelns kommun i Västerbotten och ingår i Umeälvens huvudavrinningsområde. Sjön har en area på 1,28 kvadratkilometer och ligger 226,2 meter över havet. Sjön avvattnas av vattendraget Krokan.

## Delavrinningsområde
Joppträsket ingår i det delavrinningsområde (715687-167870) som SMHI kallar för Utloppet av Joppträsket. Medelhöjden är 280 meter över havet och ytan är 19,48 kvadratkilometer. Det finns ett avrinningsområde uppströms, och räknas det in blir den ackumulerade arean 31,86 kvadratkilometer. Krokan som avvattnar avrinningsområdet har biflödesordning 4, vilket innebär att vattnet flödar genom totalt 4 vattendrag innan det når havet efter 159 kilometer. Avrinningsområdet består mestadels av skog (89 procent). Avrinningsområdet har 1,44 kvadratkilometer vattenytor vilket ger det en sjöprocent på 7,4 procent.